# Keetoowah
L'ancienne colonie de Keetoowah (Kituwah) ou giduwa, au bord du fleuve de Tuckasegee près de la ville actuelle de Bryson (Caroline du Nord), est fréquemment citée comme la ville originale des Cherokee.
Les coutumes verbales des Cherokee font penser qu'ils se sont tous dispersés après la migration depuis les Grands Lacs et depuis le sud du Canada, il y a 3000 ans. Ces croyances sont basées sur des indications culturelles et archéologiques mais ne font pas l'unanimité. On sait que les Cherokee avait anciennement un sacerdoce héréditaire appelé le Ah-ni-ku-ta-ni. Leur pouvoir reposait avant-tout sur la peur, l'intimidation et la corruption, ce qui n'empêche pas ultérieurement leur extermination par l'ensemble du peuple. Cette population était la Khotani-dihi (tueur du Khotani), bien qu'on ne sache pas si qui que ce soit réclama ce titre honorifique[pas clair],[réf. nécessaire].
Le site antique de la ville de Keetowah est toujours visible dans l'est de la Caroline du Nord, dans la même région que la Qualla Boundary. Keetowah était le site d'un tumulus antique et celui-ci est toujours visible au même endroit. La construction de tumulus n'était pas seulement le fait de Cherokee, mais était répandue dans la civilisation mississippienne tout le long du Mississippi, comme dans le centre du Tennessee. Il reste plusieurs considérables tumulus en Ohio et Illinois avec un rapprochement possible, mais non prouvé, avec l'Aniyvwiya.
Quelques Cherokee traditionalistes se désignent eux-mêmes comme le peuple Keetoowah Ah-ni-ki-tu-wa-gi (écrit différemment dans des dialectes locaux de l'Oklahoma comme Ki-tu-wa ou Gi-du-wa). Les orateurs Cherokee modernes ne peuvent plus traduire le mot "Ki-tu-wa" vu que la définition de ce mot s'est perdue. Honorer la ville-mère était similaire à honorer Selu, la Mère du Maïs des Cherokee. Le respect des mères est un concept qui s'est répandu dans la culture Cherokee. Anciennement, la descendance et l'organisation familiale était basée sur la lignée féminine.
Lors la cérémonie du Maïs Vert pratiquée par les Cherokee, une des deux danses effectuées est d'origine antique, et pourrait avoir ses origines dans la ville-mère  de Keetoowah. La danse est appelée "ye-lu-le" qui signifie "vers le centre". Pendant cette danse, tous les danseurs crient "ye-lu-le" et bouge en direction du feu, au centre du cercle sacré de danse. Cette danse symbolise la dispersion du feu sacré donné au peuple dans leurs anciennes légendes. Pendant cette cérémonie de la coutume Cherokee, les charbons pour les nouveaux feux étaient portés à tous les Cherokee, et utilisés pour embraser les feux des cérémonies dans chaque ville, avant que n'importe lesquels des maïs ne soit mangés. Les feux étaient ensuite éteints avant les autres cérémonies et ré-allumés grâce au charbon utilisé pendant les danses du Maïs Vert.